# Jonathan Zenneck

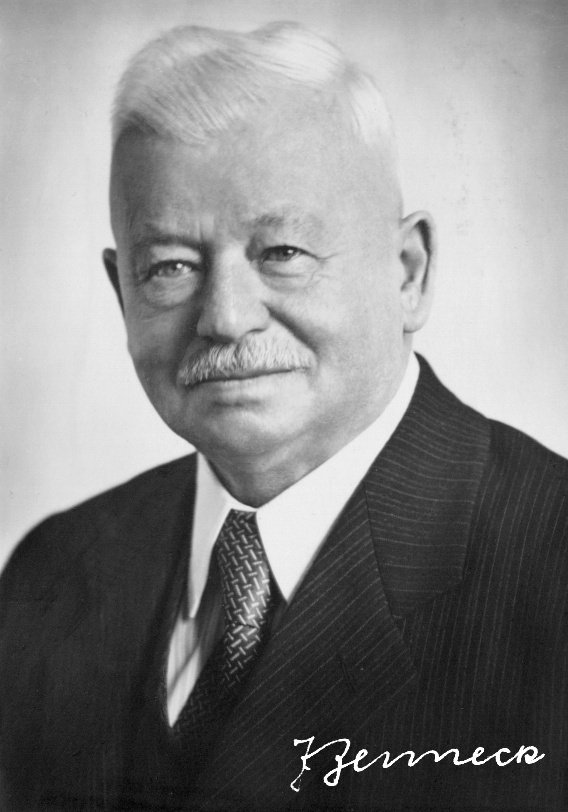
Jonathan Zenneck (1951)

Jonathan Adolf Wilhelm Zenneck (Ruppertshofen (Württemberg), 15 april 1871 – München, 8 april 1959) was een Duits natuurkundige, radiopionier en elektrotechnicus. Hij verbeterde de kathodestraalbuis van Braun door afbuigingsspoelen toe te voegen waarmee de richting van de kathodestraal beïnvloed kon worden.

## Biografie
Na de basisschool in Crailsheim kwam Zenneck op veertienjarige leeftijd terecht op het evangelisch-theologisch seminaar in Maulbronn en vanaf 1887 in Blaubeuren, waar hij de talen Latijn, Grieks, Frans en Hebreeuws leerde. Aansluitend, in 1889, ging hij naar de universiteit van Tübingen waar hij wiskunde en natuurwetenschappen studeerde. In 1894 deed hij in deze vakken staatexamen en promoveerde zo tot doctor.
Na zijn diensttijd (1894-1895) was Zenneck tot 1905 assistent bij professor Ferdinand Braun in Straatsburg en docent aan het Physikalischen Institute (natuurkundig instituut). Samen met Braun ontwikkelde hij in 1897 de kathodestraalbuis, de voorloper van de televisiebeeldbuis. Daarnaast begon hij in 1899 te experimenteren met draadloze telegrafie en het jaar daarop voerde hij diverse tests uit met radiosystemen in Cuxhaven. Zenneck wordt gezien als de grondlegger van de Duitse radiotechniek.
Hij werd benoemd tot assistent professor aan de Technische Hogeschool van Dresden (1905) en Braunschweig (1906-1910). In 1909 trad hij in dienst van de Badische Anilin und Sodafabrik om te experimenteren met stikstof. In de herfst van 1911 keerde hij terug naar Dresden als professor experimentele natuurkunde om in 1913 naar München te gaan voor een eenzelfde functie aan de Technische Hogeschool aldaar.
Aan het begin van de Eerste Wereldoorlog ging hij naar het front als kapitein bij de marine. Begin december 1914 werd hij uitgezonden naar de Verenigde Staten als technisch adviseur voor de Atlantic Communication Company, waar hij deelnam aan experimenten met machinezenders in Sayville en hield zich bezig met patentrechtszaken.
Nadat de Verenigde Staten betrokken raakte bij de oorlog werd Zenneck geïnterneerd; eerst op Ellis Island en daarna in Fort Oglethorpe, Georgia. In 1919 kon hij terugkeren naar Duitsland waar hij zijn werkzaamheden hervatte aan de Technische Hogeschool München als professor experimentele natuurkunde. Hij overleed vlak voor zijn 88ste verjaardag.

## Erkenning
In 1928 werd Zenneck onderscheiden met de IEEE Medal of Honor: "Voor zijn bijdragen aan origineel onderzoek in radiocircuitprestaties en zijn wetenschappelijk en educatieve bijdragen aan de literatuur van de vroege radiotechniek." Daarnaast mocht hij in 1956 de Siemens-ring in ontvangst nemen.

## Publicaties
- Elektromagnetische Schwingungen und drahtlose Telegraphie (1906)
- Lehrbuch der drathlosen Telegraphie (1912)
- Die Störingen der Ionoshäre, Hochfrequencztechnik & Elektroakustik (1943), samen met W. Dieminger en G. Goubau.
- Fünfzig Jahre Deutsches Museum München (1953), samen met F. Klemm

- Bibliothèque nationale de France: cb10679555g (data)
- Catàleg d'autoritats de noms i títols de Catalunya: 981058522288906706
- CiNii: DA19902818
- Gemeinsame Normdatei: 118772554
- International Standard Name Identifier: 0000 0001 1024 2140
- Mathematics Genealogy Project: 192508
- Nationale Bibliotheek van Tsjechië: xx0221061
- Nationale Bibliotheek van Polen: a0000002236662
- Nederlandse Thesaurus van Auteursnamen: 15329292X
- LIBRIS: 337567
- SNAC: w6rp5z2x
- Système universitaire de documentation: 151101094
- Trove: 1010508
- Virtual International Authority File: 32792659